# Зростаємо разом
«Зростаємо разом» — науково-методичний журнал для батьків, вихователів, гувернерів. 

## Історія та зміст
Заснований у травні 2008 у Харкові видавничою групою «Основа». Видання закрито з 1 січня 2018 року.
Виходив щомісяця українською та російською мовами (рос. Растем вместе), російськомовна версія закрита 1 січня 2017 року. Тираж — 3100 примірників. 
Матеріали були присвячені ранньому розвитку дитини, підготовці до школи, адаптації першокласників, розвитку творчих та інтелектуальних здібностей, цікавому дозвіллю. 
Рубрики: «Діалог з психологом», «Будь здоров», «Давай пограємо», «Весела математика», «Поради логопеда», «В гостях у казки», «Творча майстерня».
Головний редактор — Юрченко Н. (з 2009 року).